# Stawiszyn
Stawiszyn (coneguda com a Stavensheim entre el 1943 i el 1945 durant l'ocupació nazi de Polònia) és una ciutat de Polònia que es troba al voivodat de Gran Polònia i el powiat de Kalisz. El 2017 tenia 1.530 habitants.